# Холстон (мини-сериал)
«Холстон» (англ. Halston) — американский мини-сериал онлайн-видеосервиса Netflix, основанный на биографии американского модного дизайнера Роя Холстона. Сюжет сериала базируется на книге Simply Halston (рус. «Просто Холстон») Стивена Гейнса, главную роль исполнил Юэн Макгрегор. Премьера сериала состоялась 14 мая 2021 года.

## Сюжет
Сюжет посвящён жизни модельера Роя Холстона, создателя американской моды 1970-х, который стал частью авангардной культуры США и одним из её символов.

## В ролях

### Основные персонажи
- Юэн Макгрегор — Холстон
- Ребекка Дайан — Эльза Перетти[англ.]
- Дэвид Питту[англ.] — Джо Юла[англ.]
- Криста Родригес[англ.] — Лайза Миннелли
- Билл Пуллман — Дэвид Махони

### Второстепенные персонажи
- Рори Калкин — Джоэл Шумахер
- Салливан Джонс — Эд Остин
- Келли Бишоп — Элеонора Ламберт
- Джан Франко Родригес — Виктор Гюго[англ.]
- Дилоне[англ.] — Пэт Кливленд[англ.]
- Вера Фармига — Адель
- Джеймс Уотерстон[англ.] — Майк
- Джейсон Кравиц[англ.] — Карл Эпштейн
- Мэри Бет Пейл — Марта Грэм
- Максим Суинтон — Рой Холстон в юности
- Сиетцка Роуз — Карен Бьёрнсон[англ.]

## Эпизоды
| № | Название                                            | Режиссёр       | Сценарий                                           | Премьера     | Зрители США (миллионы) |
| --- | --------------------------------------------------- | -------------- | -------------------------------------------------- | ------------ | ---------------------- |
| 1 | «Becoming Halston» «Стать Холстоном»                | Дэниел Минэхэн | Иэн Бреннан, Райан Мерфи и Шарр Уайт               | май 14, 2021 | TBA                    |
| Холстон получает известность благодаря шляпке-таблетке, в которой Джеки Кеннеди появляется на инаугурации 1961 года, а затем смелому внешнему виду Лайзы Миннелли в её концертном фильме 1972 года.                             |                                                     |                |                                                    |              |                        |
| 2 | «Versailles» «Версаль»                              | Дэниел Минэхэн | Иэн Бреннан и Тед Малавер                          | май 14, 2021 | TBA                    |
| В 1973 году Холстон вместе со своей командой модельеров летит в Париж, чтобы принять участие в показе мод под названием Версальская битва.                                                                                      |                                                     |                |                                                    |              |                        |
| 3 | «The Sweet Smell of Success» «Сладкий запах успеха» | Дэниел Минэхэн | Райан Мерфи, Иэн Бреннан, Тим Пинкни и Кристина Ву | май 14, 2021 | TBA                    |
| На фоне того, как вокруг имени Холстона разрастается бизнес-бум, в 1975 году он выпускает фирменный аромат для женщин. |                                                     |                |                                                    |              |                        |
| 4 | «The Party's Over» «Вечеринка окончена»             | Дэниел Минэхэн | Иэн Бреннан, Райан Мерфи и Шарр Уайт               | май 14, 2021 | TBA                    |
| Дикие тусовки в клубе Studio 54 и растущее пристрастие к кокаину сказываются на здоровье Холстона. Поссорвишись со своей командой, в 1983 году он заключает сделку по разработке линии повседневной одежды для бренда JCPenney. |                                                     |                |                                                    |              |                        |
| 5 | «Critics» «Критики»                                 | Дэниел Минэхэн | Иэн Бреннан, Райан Мерфи и Тед Малавер             | май 14, 2021 | TBA                    |
| Деловые требования сеют хаос в жизни дизайнера. Однако, благодаря дружбе с Мартой Грэм его приглашают стать главным костюмером балета Персефона, что оборачивается для Холстона триумфальным признанием в 1987 году.            |                                                     |                |                                                    |              |                        |

## Производство

### Разработка
В январе 2019 года было объявлено, что компании Legendary Entertainment и Killer Films приступили к разработке Simply Halston, мини-сериал, основанный на жизни Роя Холстона, в основу которого легла одноимённая книга Стивена Гейнса. Главную роль в проекте, название которого было сокращено до просто Halston, получил Юэн Макгрегор, сценарий был подготовлен Шарром Уайтом, а режиссёром выступил Дэниел Минэхэн.
В сентябре 2019 года Райан Мерфи сообщил Time, что был приглашён на должность исполнительного продюсера проекта, также отметив, что сериал был заказан онлайн-серсвисом Netflix в рамках его эксклюзивной сделки с этой компанией. Премьера сериала состоялась 14 мая 2021 года.

### Кастинг
18 февраля 2020 года Мерфи объявил, в ранее удаленном посте в Instagram, что помимо Макгрегора в главной роли, к актёрскому составу проекта также присоединились: Криста Родригес в роли Лайзы Миннелли, Рори Калкин в роли Джоэля Шумахера, Ребекка Дайан в роли Эльзы Перетти, Салливан Джонс в роли Эда Остина, Дэвид Питту в роли Джо Эула и Джан Франко Родригес в роли Виктора Гюго.

## Отзывы
Рейтинг сериала на агрегаторе Rotten Tomatoes составляет 67% на основе 54 рецензий, со средней оценкой 6,3 из 10. Согласно консенсусу критиков веб-сайта, «Юэн Макгрегор привносит в проект мегаваттную харизму, чтобы соответствовать яркому воссозданию модной эпохи Холстона, однако приглаженная трактовка внутренней жизни легендарного дизайнера создаёт много красивой мишуры при минимальном содержании». Средняя оценка проекта на портале Metacritic составляет 50 из 100%, на основе 22 рецензий, что приравнивается к «смешанным или средним отзывам».

### Награды
| Награда                             | Год  | Категория                                                                                  | Номинант                                                                                      | Результат | Прим.  |
| ----------------------------------- | ---- | ------------------------------------------------------------------------------------------ | --------------------------------------------------------------------------------------------- | --------- | ------ |
| Праймтаймовая премия «Эмми»         | 2021 | Лучший актёр в мини-сериале или фильме                                                     | Юэн Макгрегор                                                                                 | Победа    | [ 10 ] |
| Primetime Creative Arts Emmy Awards | 2021 | Outstanding Production Design for a Narrative Period or Fantasy Program (One Hour or More) | Марк Рикер, Нитья Шринивасан и Чериш М. Хейл                                                  | Номинация | [ 10 ] |
| Primetime Creative Arts Emmy Awards | 2021 | Outstanding Period Costumes                                                                | Хериана Сан-Хуан, Кэтрин Крэбтри, Кейли Бренеман и Энн Ньютон-Хардинг (за серию «Versailles») | Номинация | [ 10 ] |
| Primetime Creative Arts Emmy Awards | 2021 | Outstanding Period and/or Character Makeup (Non-Prosthetic)                                | Патрисия Риган, Клаус Лулла, Марго Бочча и Джозеф А. Кампайно (за серию «Versailles»)         | Номинация | [ 10 ] |
| Primetime Creative Arts Emmy Awards | 2021 | Outstanding Music Supervision                                                              | Аманда Криг Томас, Алексис Мартин Вудалл и Райан Мерфи (за серию «The Party's Over»)          | Номинация | [ 10 ] |
| Золотой глобус                      | 2022 | Лучший актёр в мини-сериале или телефильме                                                 | Юэн Макгрегор                                                                                 | Номинация | [ 11 ] |
| GLAAD Media Awards                  | 2022 | Outstanding Limited or Anthology Series                                                    | Холстон                                                                                       | Ожидается | [ 12 ] |